# Luigi Abbiate

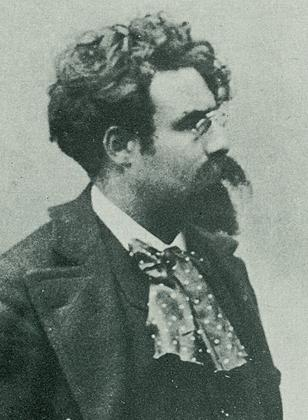
Luigi Abbiate

Luigi (Louis) Abbiate (* 4. Januar 1866 in Monaco; † 23. Juli 1933 ebenda; auch in Vence) war ein monegassischer Komponist, Cellist und Musikpädagoge.

## Leben

### Kindheit und musikalische Ausbildung, 1866 bis 1887
Abbiate entstammte einer musikalischen Familie. Sein Vater war Hornist und auch seine Mutter stammte aus einer musikalischen Familie. Er zeigte früh eine musikalische Begabung. Da seine Eltern früh starben, wurde er zunächst von Jesuiten aufgezogen. Er erhielt Klavier- und Orgelunterricht. Seinen ersten Cellounterricht erhielt er von einem Cellisten des Orchestre du Casino de Monte-Carlo. Im Alter von 12 hatte er bei geistlichen Feierlichkeiten seine ersten Auftritte. Er übernahm den Organistendienst an der "Chapelle de la Visitation". Im Casino lernte er das Repertoire der Orchestermusik kennen. Sein Onkel schrieb ihn 1879 im Turiner Konservatorium ein. Hier studierte er Cello bei Carlo Casella (1834–96), dem Vater Alfredo Casellas. Mit fünfzehn Jahren erhielt er am Konservatorium zwei erste Preise, in den Fächern Violoncello und Harmonielehre. In Turin debütierte er als erster Cellist im Teatro Alfieri und im Teatro Balbo. 1882 ging er nach Paris. Dort besuchte er die Meisterklasse von Auguste-Joseph Franchomme und  nach dessen Tod die von Jules Delsart. Um sein Studium zu finanzieren, spielte er in Cafés, auf Bällen, in kleinen Theatern und bei Konzerten – zum einen bei den Concerts populaires de musique classique des Jules Pasdeloup, zum anderen in den Nouveaux concerts des Charles Lamoureux. 1887 verließ er mit zwanzig Jahren das Konservatorium mit einem ersten Preis im Fach Violoncello.

### Konzerttätigkeit und Kompositionen von 1887 bis 1911
1889 kehrte er nach Monaco zurück und wurde dort Solocellist im Orchestre du Casino de Monte-Carlo. Hier spielte er die „großen“ Komponisten seiner Zeit, wie Saint-Saëns, Lalo und Dvořák. 1891 ging er als Solocellist an die Opéra Comique nach Paris. Durch seinen Erfolg ermutigt, startete er eine Europatournee nach England, Deutschland, Russland und in die Schweiz. Sein Ruf als „Paganini des Cellos“ eilte ihm voraus. Geschätzt wurde seine klare, virtuose Brillanz, sein Sinn für Stil, sein angenehmer Ton, seine exquisite Phrasierung und die Reinheit seiner Intonation. Sein Repertoire umfasste Werke von Locatelli, Boccherini, Beethoven, Piatti, Lalo, Brahms, Saint-Saëns, Tschaikowski, Popper und anderen. Trotz seiner Erfolge als Solist widmete er sich der Komposition. Doch der von ihm gewohnte Erfolg blieb aus. 1895 schrieb er ein Cellokonzert. Luigi Abbiate wurde durch die Konzertdirektion Hermann Wolff in Berlin vertreten. Er hielt sich im Februar 1895 in Berlin auf. Am 13. Februar 1895 gestaltete er gemeinsam mit der Sängerin Marie Rost ein Konzert im Bechsteinsaal. Er spielte das Cellokonzert Nr. 1 a-Moll op. 33 von Camille Saint-Saëns und eine Bearbeitung der 2. Violinromanze von Ludwig van Beethoven. Am 23. Februar folgte an gleicher Spielstätte ein weiteres Konzert. Weiter spielte er in Berlin das Cellokonzert von Alfredo Piatti, eine Bearbeitung der Fantaisie Caprice von Henri Vieuxtemps und eine Cellosonate von Luigi Boccherini. Am 6. April spielte er in einer Soiree in der Salle Érard in Paris das Cellokonzert e-Moll von David Popper, die 2. Romanze von Beethoven, eine Elegie von Saint-Quentin, Ungarische Tänze von Johannes Brahms, eine Tarantella von Piatti und eine Sonate von Locatelli. Am 20. Februar 1896 spielte er vor einer größeren Europatournee sein letztes Konzert in der Salle Érard mit den Cellokonzerten von Édouard Lalo und Saint-Saëns und weiteren Stücken von Goltermann, Popper, Davidoff und Piatti. Eine weitere Abschiedssoiree veranstaltete er im Januar 1899 in der Salle Erard vor einer Konzerttournee durch Russland mit Auftritten in Sankt-Petersburg und Moskau. Dieses Mal standen Cellokonzerte von Boccherini, Lalo und Dvořák auf dem Programm. Ergänzt wurde das Programm durch die Aufführung von diversen von Abbiate komponierten Liedern auf Texte von Paul Verlaine, Valentin und Ossip Mandelstam, die von den Sängerinnen Daraut und Maugiére vorgetragen wurden. Am 27. April und am 11. Mai 1900 spielte er in der Salle Fétes de Journal in Paris Trios mit dem Pianisten André Bloch und dem Geiger Jules Charles Pennequin (1864–1914).  Sie spielten Werke von Franz Schubert, Léon Boëllmann, Saint Saens, Mozart, André Gedalge und Brahms. Gegen Ende des Jahres 1900 veröffentlichte er eine Celloschule, Nouvelle méthode complète pour violoncelle, die großen Anklang fand. Am 1., 15. und 29, März spielte er Kammermusik mit André Bloch und dem Geiger George Enescu. Am 21. Februar, 7. und 21. März 1901 konzertierte er mit Ricardo Viñes und dem Geiger Henri Sailler. 1901 veröffentlichte er beim Musikverleger Enoch in Paris neben einem Streichquartett und einer Cellosonate die Préludes et fugues pour violoncelle seul [Präludien und Fugen für Violoncello solo]. Des Weiteren verlegte er bei Evette et Schaeffer ein Largo und ein Scherzino für Fagott und Klavier. Am 9. Februar 1902 spielte Abbiate sein Cellokonzert bei den Concerts Lamoureux. Doch das Publikum, das sich während der Aufführung unterhielt, und die Kritiker lehnten das Werk vehement ab. Dies veranlasste Abbiate, Paris zu verlassen und zunächst nicht mehr zurückzukehren. Er reiste nach England, Russland und Italien. Unter dem Eindruck der Uraufführung von Debussys Pelléas et Mélisande schrieb er 1902 A propos de Pelléas et Mélisande. 1904 veröffentlichte er bei Leduc die Suite für Violoncello und Klavier und in der Edition mutuelle seine zweite Klaviersonate. Am 26. Oktober, 9. November und 15. Dezember 1905 gab er in London eine Konzertreihe mit drei Konzerten in der Bechstein Hall mit dem Klavierbegleiter Ernesto Vannuccini. In den folgenden Monaten lebte er in der Stadt, wo er weiterhin Konzerte gab und unterrichtete. So gab er 1906 gab er mehrere Konzerte, so in der Queen’s Hall am 9. Mai mit dem Cellokonzert Nr. 2 in e- moll op. 24 von Popper. In Mailand wurde er 1906 Solocellist an der Scala. Hier spielte er mit Arturo Toscanini. 1907 folgte die Veröffentlichung der Suite d-moll für Cello und Klavier op.16 bei Leduc.
1909 gründete er das Abbiate-Quartett, zusammen mit Gino Nastrucci und Segré und G.Albisi. In einem Wettbewerb der Amici della Musica erhielten sie die Goldmedaille. Zur gleichen Zeit gründete er auch eine Vereinigung moderner Komponisten. Seine symphonische Dichtung Illuminations errang eine gewisse Anerkennung.

### Zeit in Russland, 1911 bis 1920
1911 war er Jurymitglied beim Cellowettbewerb zum fünfzigjährigen Bestehens der kaiserlich-russischen Musikgesellschaft in Moskau. Auf Grund der erfolgreichen Celloschule und seiner Karriere als Solist erhielt er 1911 einen Ruf ans Sankt Petersburger Konservatorium zur Leitung einer Violoncelloklasse. Der Direktor Alexander Glasunow berief ihn auf die Empfehlungen Camille Saint-Saëns, Jules Massenets und Gabriel Faures hin, die alle Abbiates Kunstfertigkeit im Cellospiel sehr schätzten. In Russland lernte er seine Frau kennen und gründete eine Familie. Auch zum Komponieren hatte er genügend Freiräume. Doch die Revolution beendete diese angenehmen Jahre. Es gibt Hinweise, dass er 1918 in Kostroma lebte und unterrichtete. 1920 darf er das Land verlassen, verlor aber fast seinen ganzen Besitz. Nur sein Cello und einige Manuskripte konnte er retten.

### Letzte Jahre nach der Rückkehr aus Russland bis zu seinem Tod, 1920 bis 1933
Abbiate war unter den französischen Staatsbürgern, die am 27. und 28. April 1920 in Finnland einreisten und über England, dann wieder nach Frankreich gelangten. In Le Menestrel vom 20. Juli 1920 schrieb er den Artikel La Musique en Russie sous le régime bolchevique über die Musik im bolschewistischen Russland.  Es folgten schwere Jahre, während derer er seinen Sohn verlor. Auch musikalisch machte er eine schwierige Zeit durch. Er tingelte durch kleine Konzertsäle an der Côte d’Azur. 1922 wurde in Monaco eine Städtische Musikschule, die Ecole Municipale de Musique, eröffnet, die heutige Academie Rainier III. Er wurde ihr Direktor und fand auch wieder Zeit zum Komponieren. Am 16. Januar 1924 gestaltete Abbiate im Theatre Victor-Hugo in Monte Carlo eine Matinee mit dem Pianisten Lucien Jourdan und der Schauspielerin Marguerite Maze. Abbiate starb in Vence am 23. Juli 1933.

## Werke (Auswahl)

### Werke mit Opuszahl
- Villanelle op. 2 für Oboe und Orchester OCLC 42249410
- Cellosuite Nr. 1 op. 5, publiziert 1905 bei A. Leduc in Paris OCLC 843188576
- Les elfes [Die Elfen], poème symphonique [Sinfonisches Dichtung] op. 7[30]
- Streichquartett op. 8 OCLC 647399997
- Cellosonate Nr. 1 g-moll op.12[Digitalisat 1] OCLC 604045495 I Scherzo II Larghetto con moto III Finale, quasi serenata
- Klaviersonate Nr. 1 B-Dur op. 15 OCLC 843188568
- Suite in b-moll für Cello und Klavier nach dem Intermezzo Nr. 2  von Heinrich Heine,1907 publiziert bei A. Leduc in Paris OCLC 843188575
- Klaviersonate Nr. 2 E-Dur op. 17, 1904 publiziert bei Edition mutuelle in Paris OCLC 36398368
- Klaviertrio C-Dur op. 18[31]
- Illuminations op. 25 Symphonische Dichtung OCLC 222837519
- Toccata für Klavier op. 31
- Klaviersonate Nr. 3 op.34 es-moll 'Elegiaque' OCLC 843188570 I Allegro ma non troppo II Tema con variazioni III Allegro vivace
- Cellokonzert d-moll op. 35 Cellokonzert OCLC 989696675
- Préludes études für Violoncello op. 37 OCLC 806469612
- Cellosonate Nr. 2 op. 39, 1920 OCLC 604045495I Allegro con brio II Andantino III Allegro vivace,
- Sonatine pour piano et violoncelle [Sonatine für Violoncello und Klavier] op. 43 Cellosonate
- Volutes et meandres [Voluten und Mäander], drei Klavierstücke op. 45
- Préludes études für Violoncello op. 47 OCLC 806469612
- Klaviersonate Nr. 4 Quasi Sonatine op. 48; publiziert bei Hayet, 1925 OCLC 13649510
- Sonatine pour piano et violoncelle [Sonatine für Violoncello und Klavier] op. 53 Cellosonate
- Violinsonate B-Dur op. 57, 1925 publiziert bei Ch.Hayet in Paris OCLC 843188574
- Préludes études für Violoncello op. 58 OCLC 806469612
- Sonatine pour piano et violoncelle [Sonatine für Violoncello und Klavier] op. 59 Cellosonate
- Sonatine pour piano et violoncelle [Sonatine für Violoncello und Klavier] op. 61 Cellosonate
- Bouquet op. 61 a; Mélodie;  Incipit: Rose, chrysanthème; Text: Lucien Forges OCLC 843188541

- Bergerette op. 61 b; Mélodie;  Incipit: Si jouvre la volière; Text: Lucien Forges OCLC 843188541
- Klaviersonate Nr. 5 op. 64, 1914 OCLC 843188572
- Klaviersonate Nr. 7 c-Moll op. 74 De Profundis
- Trois préludes op.78 I Andantino II Assai vivo III Vivace
- Trois préludes op.84 I Moderato II Allegretto vivace III Allegretto molto

- Drei Klavierstücke op. 87, 1918 I Prélude II Romance III Diabolique OCLC 9813949
- Ondines I op.88 a; Mélodie; Incipit: Plie tes ailes OCLC 843188541
- Ondines II op.88 b; Mélodie;Incipit: Quel rire aigu; Text: Lucien Forges OCLC 843188541
- Berceuse en songe Op. 94; Mélodie; Text: Lucien Forges OCLC 843188541
- Le songe d'or,  poème symphonique [Sinfonisches Dichtung] op. 95
- Concerto italien op. 96 für Klavier und Orchester OCLC 843188540
- Quatre préludes op. 97; I Pastorale II Barcarolle III Orientale IV Pirouette
- Duetto für Violoncello und Orgel op. 99, 1928 publiziert in Nizza bei P. Decourcelle[32]
- Chants d'automne  [Herbstlieder] Op. 102; 4 Poèmes pour Ténor ou soprano [4 Gedichte für Tenor und Sopra];  Text: Maurice Canu; I.  Automne, Incipit: La brise aigre du soir; II.Les Etoiles, incipit: Que les étoiles sont loin ! III. Lassitude, incipit: Mon triste coeur[Digitalisat 2] IV.La toile, incipit: Le temps est comme une araignée[Digitalisat 3]
- Lamento op. 109 für Cello und Orchester OCLC 36398368 Fassung für Violoncello und Klavier  OCLC 843188546
- Monaecensis op. 110 für Klavier und Orchester
- Quatre préliudes op. 115 I Les Mouettes II Les Pénitents blancs III Fleurs d'amandiers IV Les Papillons blancs

### Werke ohne Opuszahl
- Ave Maria für Bariton, Violine und Orgel, entstanden am 27. September 1899 in Paris, seinem Onkel Francesco Paolo Bellini gewidmet RISM ID: 854003766
- Burlesque, Duo
- Cellosonate g-moll 1890
- C'est l'extase langoureuse für Gesang und Klavier Text: Paul Verlaine OCLC 843188562
- Chant du matin, Duo
- Comme la voix d'un mort qui chanterait; Sérénade für Gesang und Klavier; Text: Paul Verlaine OCLC 843188555
- Elle avait un sourire d'ange; für Gesang und Klavier Text: Ossip Mandelstam OCLC 843188557
- Harfensonate
- Largo für Fagott mit Klavierbegleitung, 1901 publiziert bei Evette&Schaeffer in Paris  OCLC 647399997
- Mademoiselle aux yeux d'opale,  Text: Ossip Mandelstam OCLC 843188553
- Drei Motetten für vier Stimmen im Stile Antico für vierstimmigen Chor (Sopran, Alt, Tenor, Bass) RISM ID: 854003762
  - I Tribulationes civitatum in G-Dur RISM ID: 854003763[33]
  - II Beatus Laurentius Christi martyr C-Dur RISM ID: 854003764
  - III  Peccavimus cum patribus nostris in e-Moll RISM ID: 854003765
- Or, s'enivrer seul est maussade, für Gesang und Klavier; Text: Ossip Mandelstam OCLC 843188561
- Petits Préludes Duo
- Préludes et fugues pour violoncelle, 1901 publiziert bei Enoch & Cie. in Paris OCLC 1040183466[Digitalisat 4]
- Les sanglots longs des violons; Chanson d'automne: für Gesang und Klavier Text: Paul Verlaine OCLC 843188554
- Scherzino für Fagott und Klavier, 1901 publiziert bei Evette & Schaeffer in Paris OCLC 52512990
- Squelette, réponds moi; für Gesang und Klavier, Text: Victor Hugo OCLC 843188560
- Streichquartett F-Dur, 1901 publiziert bei Enoch in Paris OCLC 843188576
- Les tristesses au fond des coeurs; für Gesang und Klavier, Text: Ossip  Mandelstam, OCLC 843188556
- Über allen Gipfeln ist Ruh’ für Gesang und Klavier; Text: Johann Wolfgang Goethe OCLC 843188558
- Va sans nul autre souci, Chanson für Gesang und Klavier, Text: Paul Verlaine OCLC 843188559

### Lehrwerke
- Nouvelle méthode de violoncelle 1900 OCLC 20616458[Digitalisat 5]

Er komponierte Kadenzen zu den Cellokonzerten von Haydn, Boccherini und Schumann. Er bearbeitete auch Werke anderer Komponisten für Violoncello und Klavier, wie das Album für die Jugend von Schumann.
Sein Kompositionsstil zeigt Merkmale von Spätromantik und Impressionismus.

## Berühmte Violoncelloschüler Luigi Abbiates (Auswahl)
- Massimo Amfiteatrof (* 1907 in Paris; † 19. Dezember 1990 in Levanto)[5][34]
- Naoum Benditzky (* 1901; † 1972) Cellist des Gordon String Quartet[35]
- Nikolai Graudan (* 1896 in Liepāja; † 19. Dezember 1964 in Moskau)[5][36]
- N.N. Karinskij; Dozent an der Musikhochschule Brest[5]
- Matwei Genrichowitsch Maniser (* 1891 in Sankt Petersburg; † 20. Dezember 1966 in Moskau); Bildhauer, Direktor der Russischen Akademie der Künste[5]
- Grigorij Iljitsch Pekker (* 1905 in Pawlohrad; † 1983 in Nowosibirsk); Violoncelloprofessor in Novosibirsk (1957 bis 1983)[37][38]
- Gdal Saleski (* 1898 in Kiew; † 1966 in Los Angeles) ukrainischer Cellist und Komponist
- Ludwig Kasimirowitsch Schtrassenburg (* 1898 in Mykolajiw; † nicht bekannt)[5]
- Alexander Schtrimer (* 1888 Rostow am Don; † 1961 Leningrad) Professor für Violoncello am Konservatorium in Leningrad[5]

## Rezeption und Gedenken
Am 14. November 1934 veranstaltete das Comité des Amis de Louis Abbiate mit den Präsidenten Alfred Cortot und Pierre Monteaux in der Salle de l’Ecole Normale de Musique ein Festival Louis Abbiate zum Gedenken des Komponisten und Cellisten.

## Notenausgaben
- Louis Abbiate: Trois pièces pour piano. [Drei Klavierstücke]; I. Prelude; II. Romance; III. Diabolique (1918). Edition Jobert, Paris, ISMN 979-0-230-81306-8.
- Louis Abbiate: 4ème Sonate pour piano. [Klaviersonate Nr. 4]. Edition Jobert, Paris, ISMN 979-0-230-81251-1.

## Einspielungen
- Louis Abbiate: Cellosonate Nr. 2 C-Dur op.39; Cellosonate Nr. 1 g-moll op.12; Dimitry Markevitch; Violoncello; Bernard Ringeissen, Klavier; 1978; Calliope CAL 1862
- Louis Abbiate: Trois pièces pour piano [Drei Klavierstücke] op. 87; Quatorze Préludes [14 Preludes]; op.78 Nr. 1–3, op.84 Nr. 1–3, op.97 Nr. 1–4, op.115 Nr. 1–4; Toccata op.39; Annie d’Arco; Calliope CAL 1863
- Louis Abbiate: 3. Klaviersonate op.34 "Elegiaque"; Bernard Ringeissen, Klavier; Calliope CAL 1872[40]
- Louis Abbiate: Monaecensis op.110 für Klavier und Orchester; Marcelle Bousquet; Orchestre du Théâtre National de l’Opéra de Monte-Carlo; Ltg.: Richard Blareau; Ecce musica CM 306
- Louis Abbiate: Concerto italien für Klavier und Orchester op.96; Marcelle Bousquet;V Orchestre du Théâtre National de l’Opéra de Monte-Carlo;Ltg. Louis Frémaux; Ecce musica CM 306
- Louis Abbiate: 7. Klaviersonate c-moll op.74 "De profundis"; 8. Klaviersonate c-moll op.79 "Liturgique"; Marcelle Bousquet; Ecce musica CM 307
- Louis Abbiate: Deux Poèmes Symphoniques: Les elfes, Le songe d’or; Cellokonzert d-moll op.35; Eliane Magnan; Violoncello; Orchestre du Théâtre National de l’Opéra de Monte-Carlo; Ltg. Louis Frémaux; Ecce musica CM 312
- Louis Abbiate: Préludes et Fugues. In: Mystery Fugue. Peter C. Dzialo; Violoncello; Lonely Peaks Records[41]

### Noten

#### In Bibliotheken

##### BnF; Bibliothèque nationale de France
- Louis Abbiate Seite mit Kurzbiografie und Auflistung der 48 Dokumente in der BnF, darunter 41 Notenausgaben

##### Internetculturale.it
- Cellokonzert op.35; Klavierauszug
- Cellosonate
- Scherzino für Fagott und Klavier

##### RISM
- Luigi Abbiate bei Répertoire International des Sources Musicales RISM people/30025241

### Sonstiges
- Louis Abbiate Seite des Comité National des Traditions Monégasques, Monaco; Kurzbiographie mit Diskographie und Tonbeispielen (französisch)
- Clara Laurent: Louis Abbiate. Un musicien monégasque à redécouvrir! Artikel in der La Gazette de Monaco vom 8. Juli 2016 zum 16ème Festival de Violoncelle de Callian (französisch)

## Digitalisate
1. ↑  Cellosonate Nr. 1 g-moll op.12 als Digitalisat bei der Eastman School of Music - Sibley Music Library
2. ↑  Lassitude als Digitalisat bei der Bibliothèque et Archives nationales du Québec
3. ↑  La toile als Digitalisat bei der Bibliothèque et Archives nationales du Québec
4. ↑  Préludes et fugues pour violoncelle als Digitalisat bei der Gallica
5. ↑  Nouvelle méthode de violoncelle 1900 als Digitalisat bei der Gallica